# U potrazi za Markom Polom (2013.)
U potrazi za Markom Polom hrvatski je povijesno-dokumentarni TV serijal redatelja i scenariste Mire Brankovića.

## Kratki sadržaj
Snimanjem TV serijala U potrazi za Markom Polom na područjima kroz koje je Marko Polo putovao, željelo se dati presjek autentičnog života ljudi s etnološkog, povijesnog, kulturnog i gospodarskog aspekta.
Prati se točna ruta gdje je on putovao oslanjajući se na njegovu knjigu Il millione, te se na toj ruti slikom i zvukom dokumentiraju, osim prikaza ljudi, običaja i života, kulturološke razlike unutar azijskog prostora. Također se gledateljima prikazuje njihov razvoj te im se na taj način pitko približavaju tri potpuno različita i relativno nepoznata vjerska i civilizacijska kruga – islamski (arapski), hinduistički (indijski) i budistički (dalekoistočni).
Voditelj gledatelja vodi kroz, egzotične krajeve i kulture, tražeći dokaze o tamošnjem prolasku Marka Pola. U razgovorima s običnim ljudima saznajemo nevjerojatne činjenice i priče o nepoznatim običajima, vjerovanjima, obrtima, ponašanjima, ali i životnim vrijednostima koje su se razvijale ili se razvijaju u Aziji.
Kontrasti su jedni od nosivih elemenata na kojima se gradio prikaz dalekih zemalja. Velelebna zdanja poput hramova ili palača stavljena nasuprot detalja s virtuozno izrađene vaze. Objašnjenje ratne taktike mongolske vojske (tada najveće sile na svijetu) te život današnjih mongola u njihovim siromašnim jurtama (šatorima). Zatvorena Burma (Mjanmar) te sve otvorenija Kina itd.
Svaka epizoda je cjelina kroz koju se provlači, kao poveznica, trag Marka Pola, a cjelokupan serijal povezuje ne samo putovanja Marka Pola nego i najveće svjetske civilizacijske krugove (europski, arapski, indijski i dalekoistočni).

## Nagrade i priznanja
- Nagrada za najbolji hrvatski film, Zagreb tourfilm festival 2013.[1]
- Nagrada za najbolji dokumentarni film, Zagreb tourfilm festival 2013.
- Nagrada za najbolju kameru, Zagreb tourfilm festival 2013.
- Diskografska nagrada Porin u kategoriji za Najbolji album originalne glazbe za kazalište, film i/ili TV, Zagreb 2013.[2]
- Nagrada za najbolji film, Tourfilm festival Karlovy Vary 2013.[3]
- Zlatna nagrada u kategoriji Kultura - tradicija, Međunarodni filmski festival turističkog filma u Bakuu 2013.[4]
- Nagrada za najbolji film festivala, ITF'CRO-Solin 2013.[5]
- Druga nagrada, Art film festival Telč 2014.
- Posebno priznanje, East Coast of Europe, Veliko Tarnovo, 2014.
- Nagrada "Srebrni dupin" u kategoriji "History and Civilisation", Cannes Corporate Media and TV Awards.[6]
- Nagrada žirija, za afirmaciju vrijednosti religijske i kulturne baštine, Jahorina film festival 2014.[7]
- Nagrada za najbolji televizijski film festivala, Documentarts festival, Bukurešt 2014.[8]

## Vanjske poveznice
- Službena FB-stranica TV-serijala "U potrazi za Markom Polom"
- U potrazi za Markom Polom u internetskoj bazi filmova IMDb-a
- HRT o 10. nagradi serijalu u Češkoj  Arhivirana inačica izvorne stranice od 13. listopada 2014. (Wayback Machine)
- HRT o Porinom nagrađenoj glazbi iz serijala  Arhivirana inačica izvorne stranice od 1. rujna 2014. (Wayback Machine)
- Glazba iz serijala na Youtube-u